# 即墨市
即墨市，是中国山东省一个已经撤销的县级市，曾由青岛市代管。1989年由即墨县改置。2017年建制撤销，改设青岛市即墨区。
1. ↑  即墨区政府. . 青岛市即墨区人民政府. 2017-10-30  [2021-05-15]. （原始内容存档于2021-05-16）.